# سبيل محمد علي بالنحاسين
سبيل محمد علي بالنحاسين أو سبيل إسماعيل باشا, أنشأه محمد علي باشا على روح ولده إسماعيل باشا المتوفي بالسودان سنة 1244هـ/1828-1829م.
يقع السبيل في شارع النحاسين في مواجهة مدرسة الناصر محمد بن قلاوون وخانقاه برقوق
الوصف المعماري للسبيل :
يطل السبيل السبيل علي شارع المعز لدين الله في حي النحاسين بواجهة مستديرة رخامية تلفت الانتباه بزخارفها الغنية من زخارف نباتية وكتابية، وتحتوي الواجهة علي أربعة شبابيك تسبيل أكبرها الشباكان في وسط الواجهة، عليها شبكات نحاسية مصبوبة علي هيئة أشكال هندسية أعلاها شكل يشبه أشعة الشمس، وأسفلها فتحات أخذ المياه علي هيئة محاريب صغيرة متجاورة تسمح بدخول الأيدي لأخذ المياه ويتوج الشبابيك عقود نصف دائرية .
السبيل من الداخل عبارة عن حجرة مربعة عدا الضلع الشمالي الغربي الذي يمثل واجهة السبيل المستديرة وبها شبابيك التسبيل أسفلها أحواض المياه، ويقع صهريج المياه في باطن الأرض أسقل حجرة التسبيل

## معرض صور

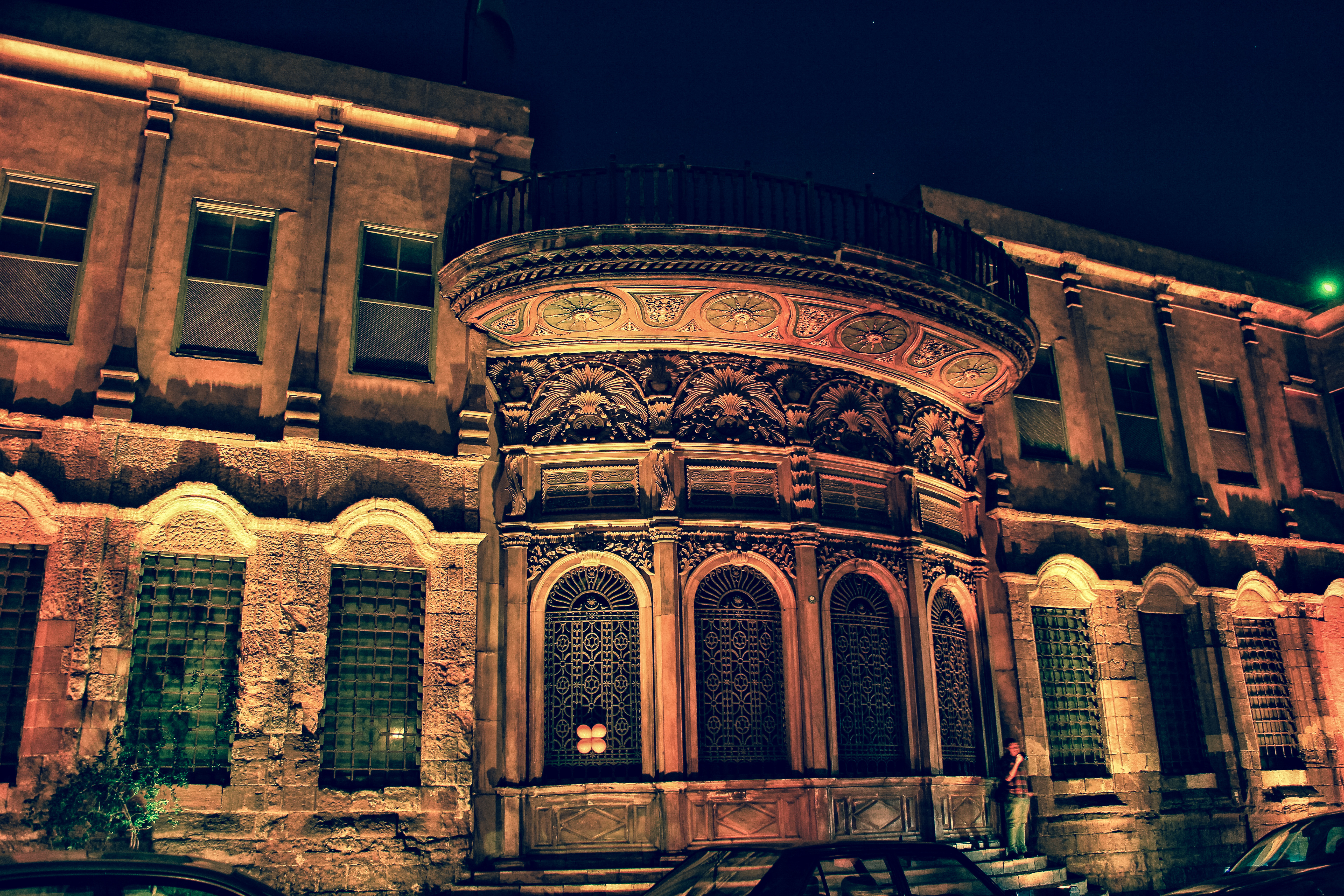
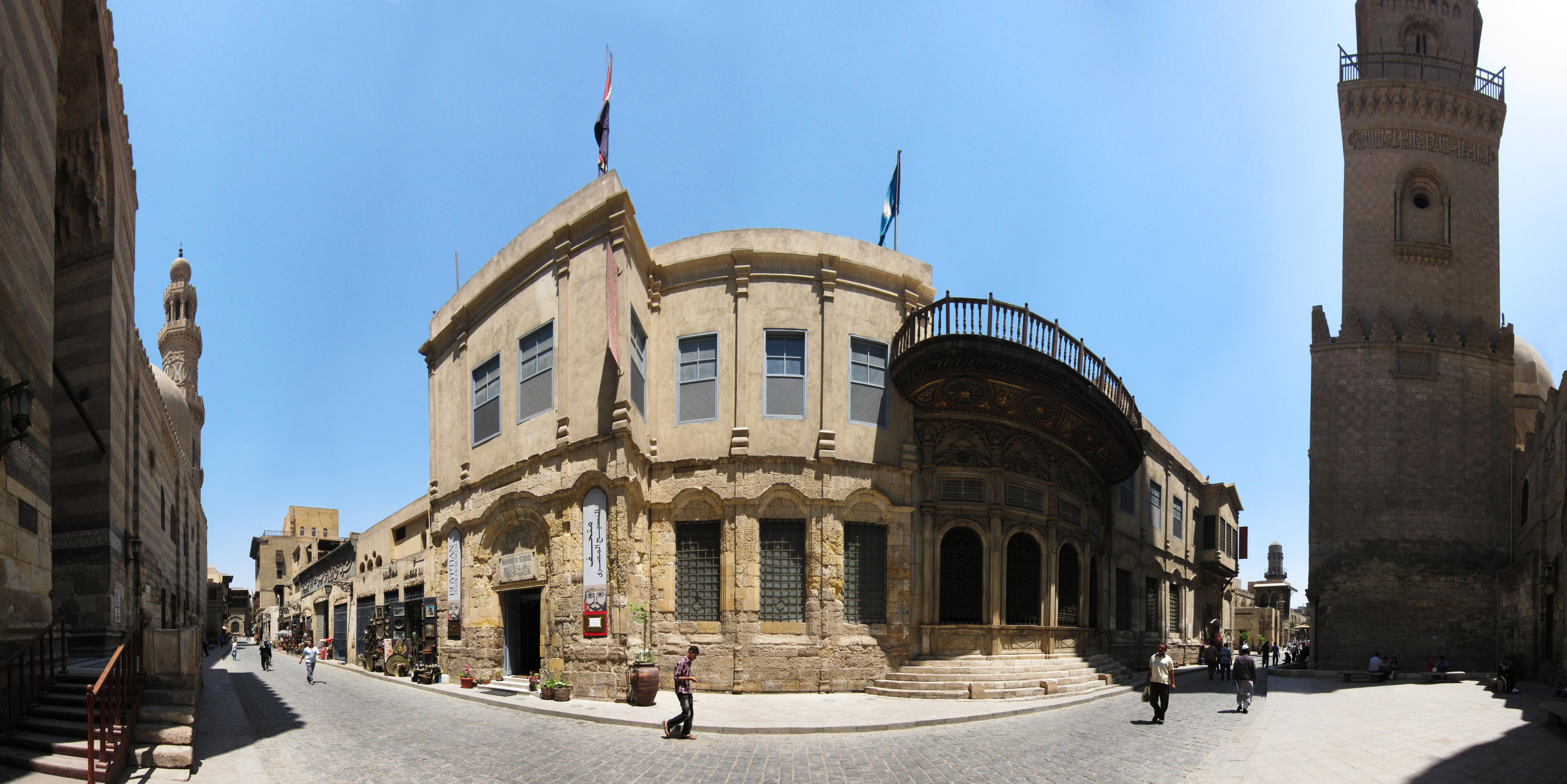
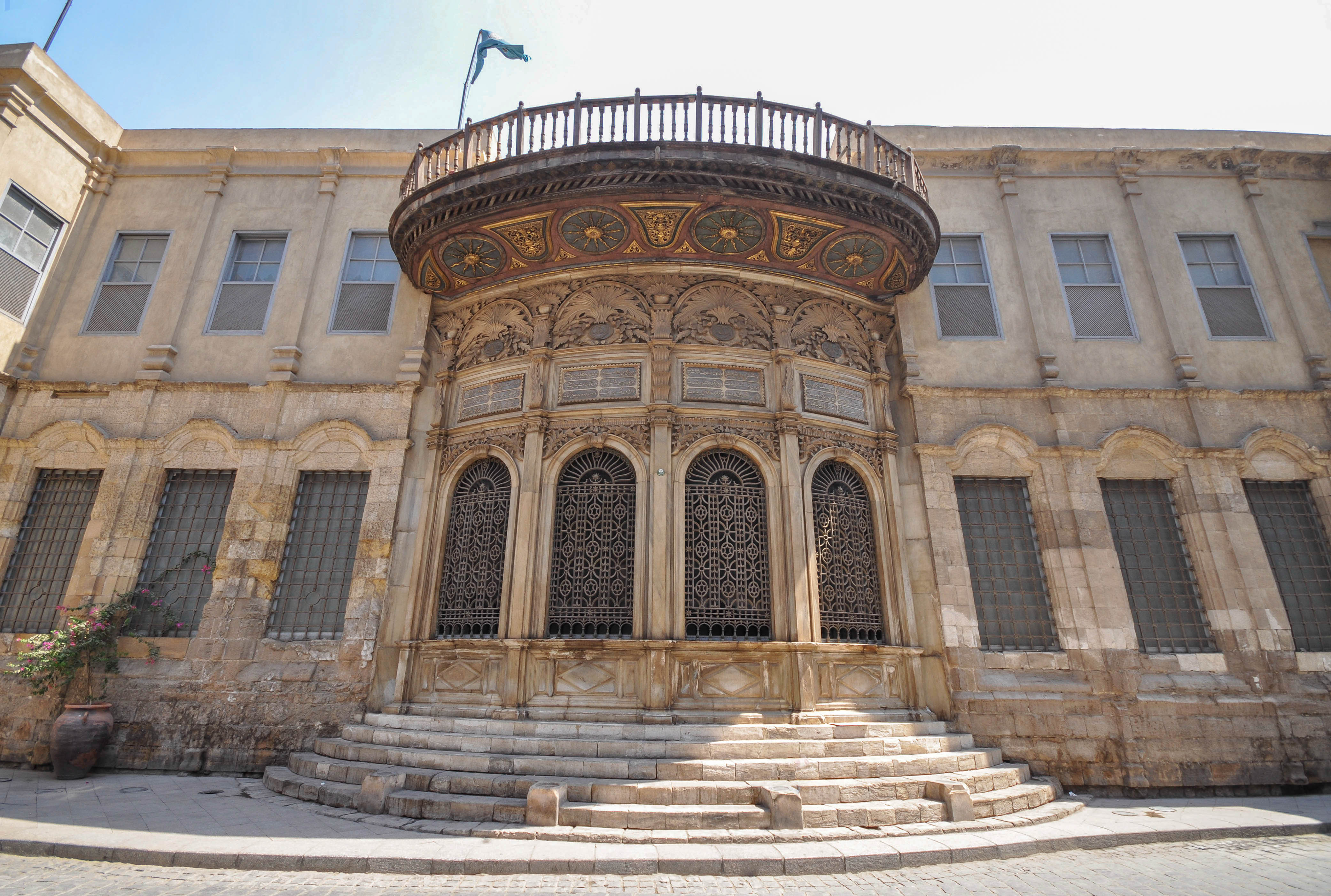
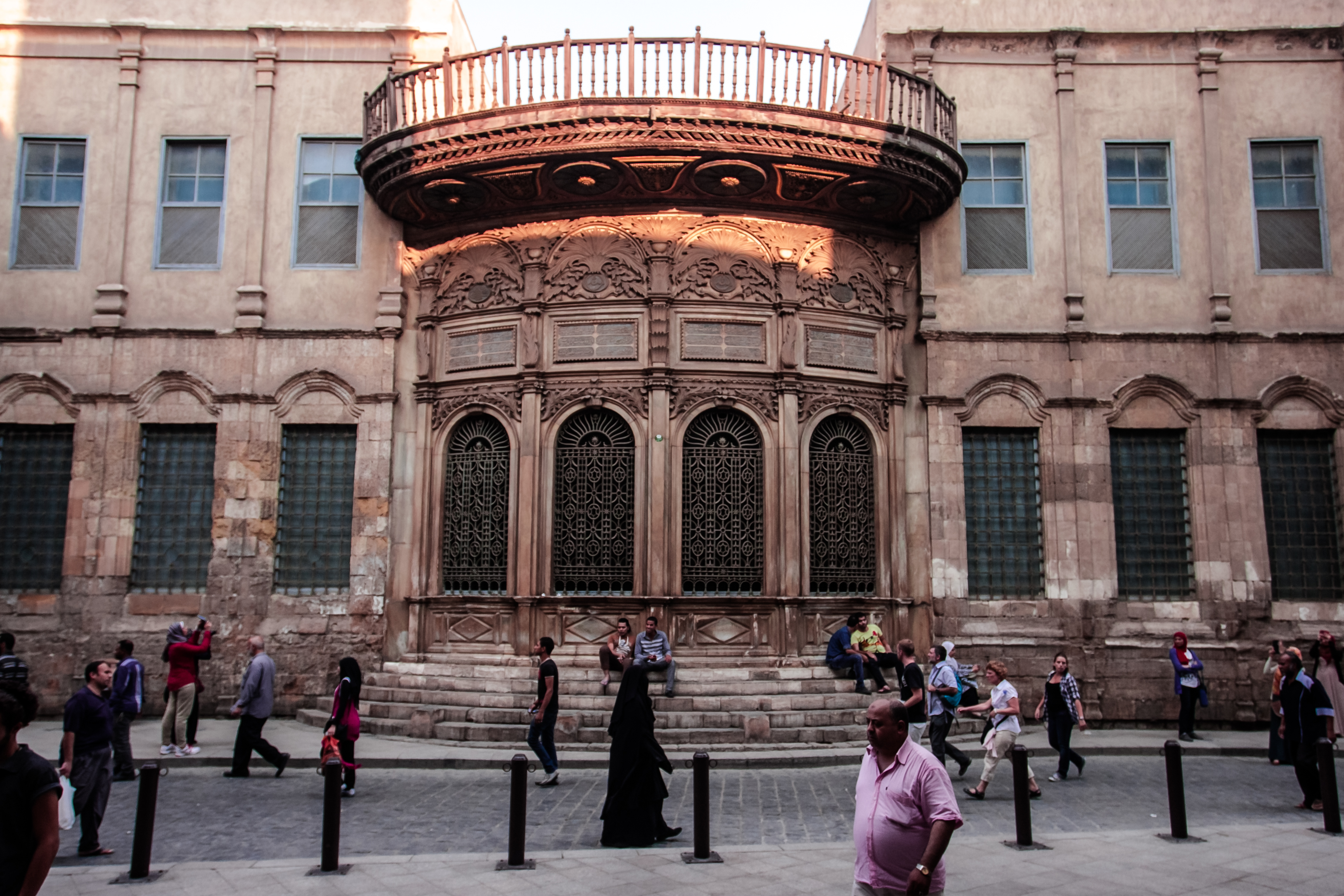
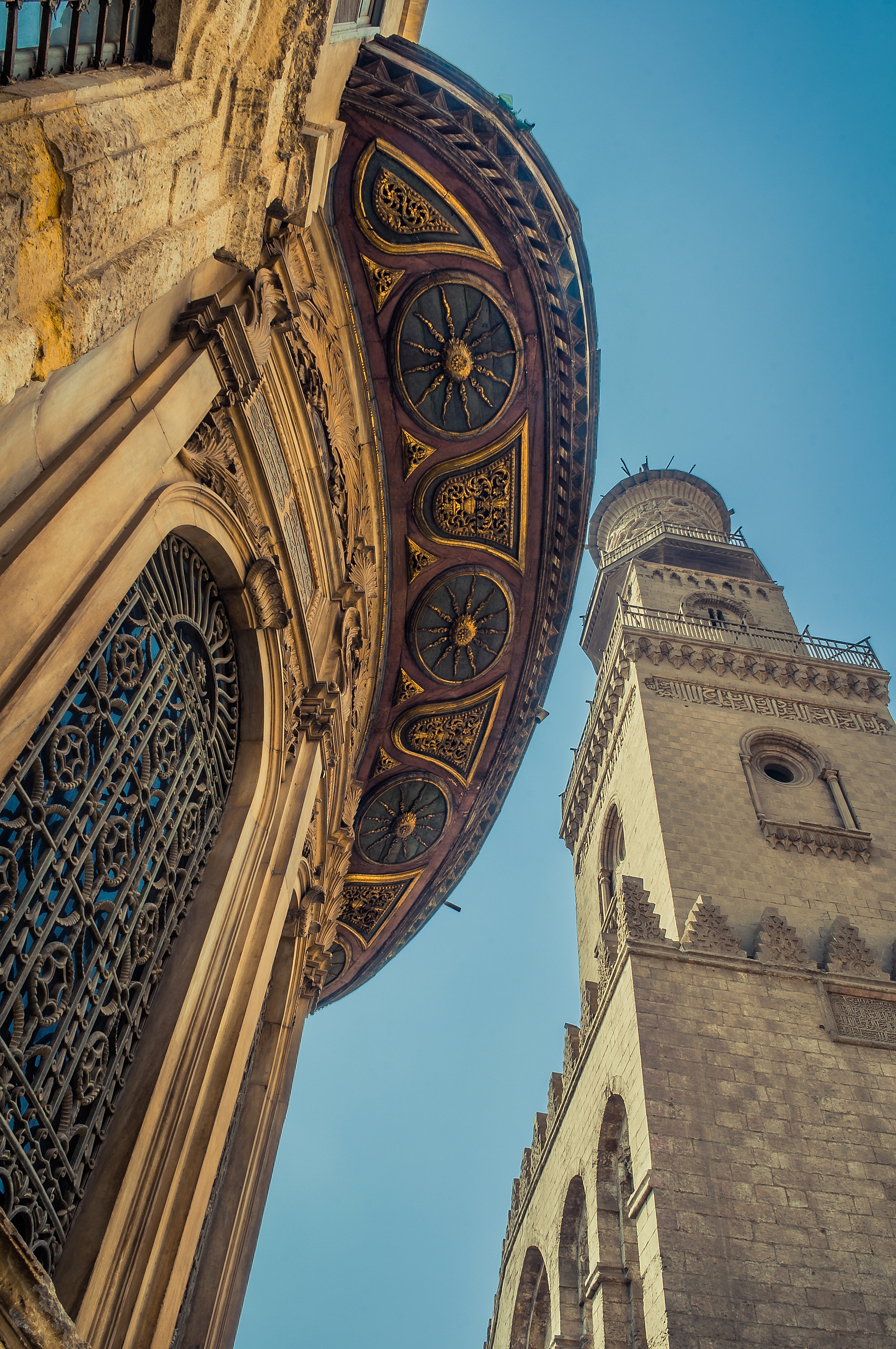
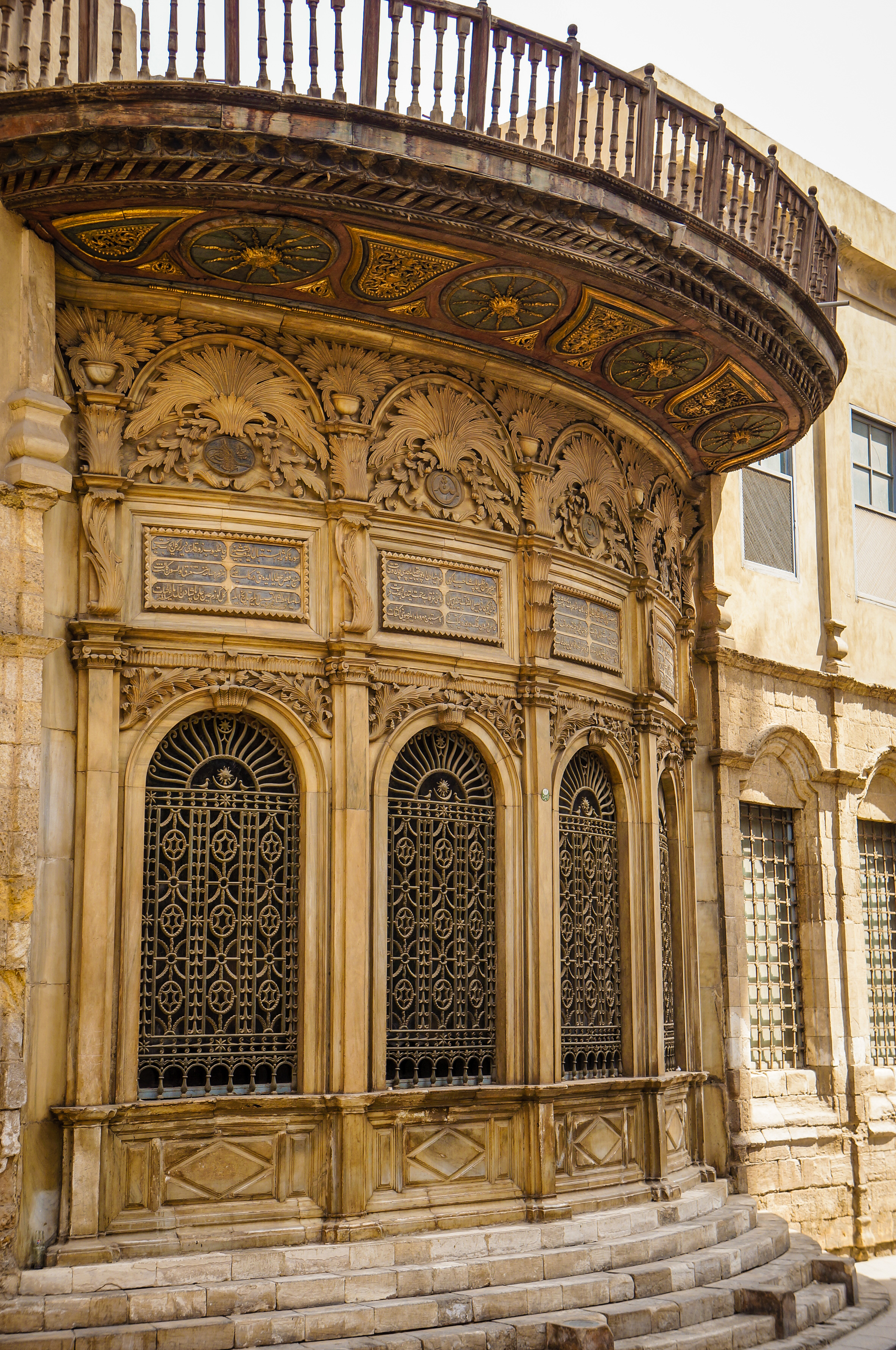
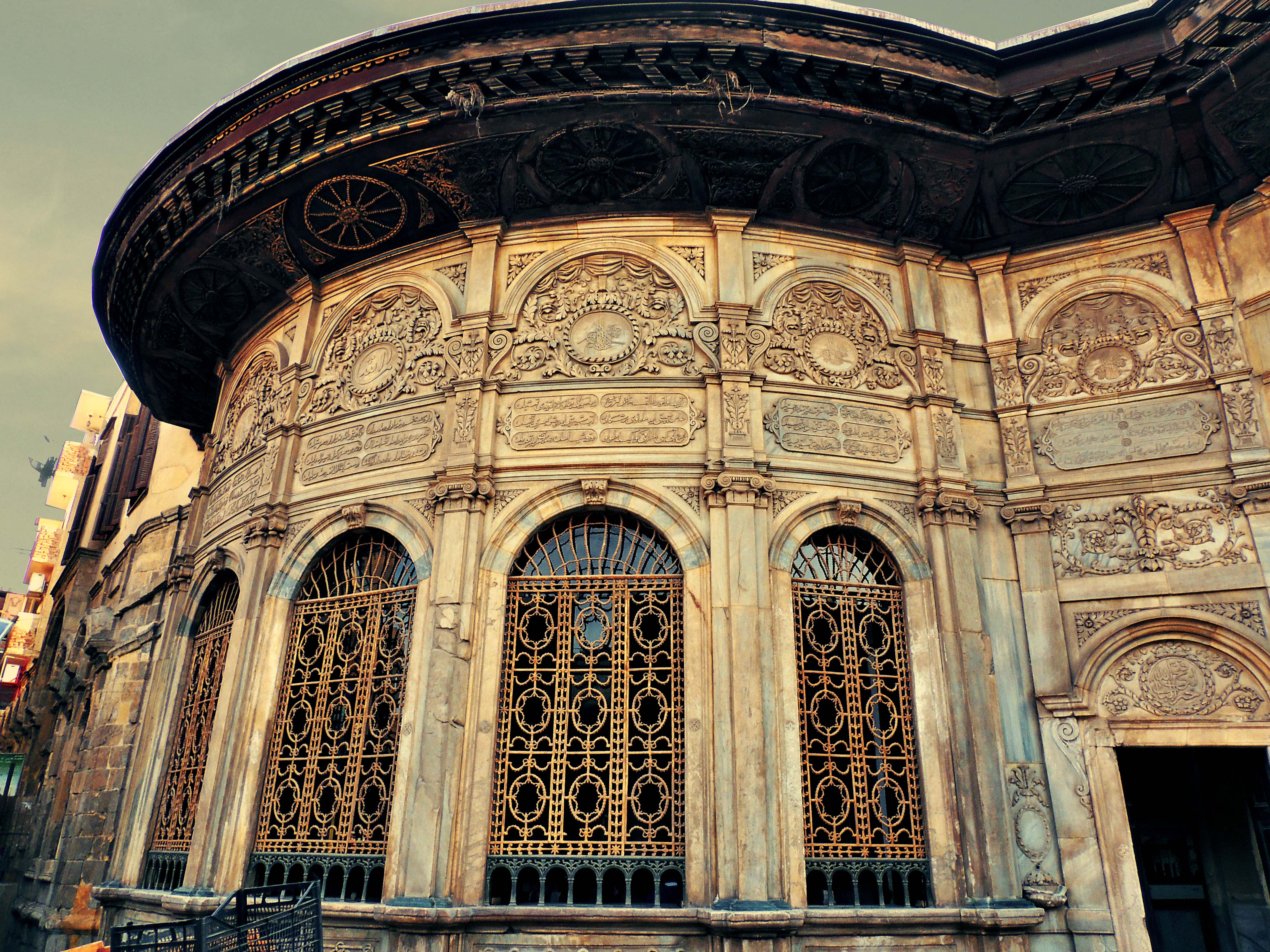
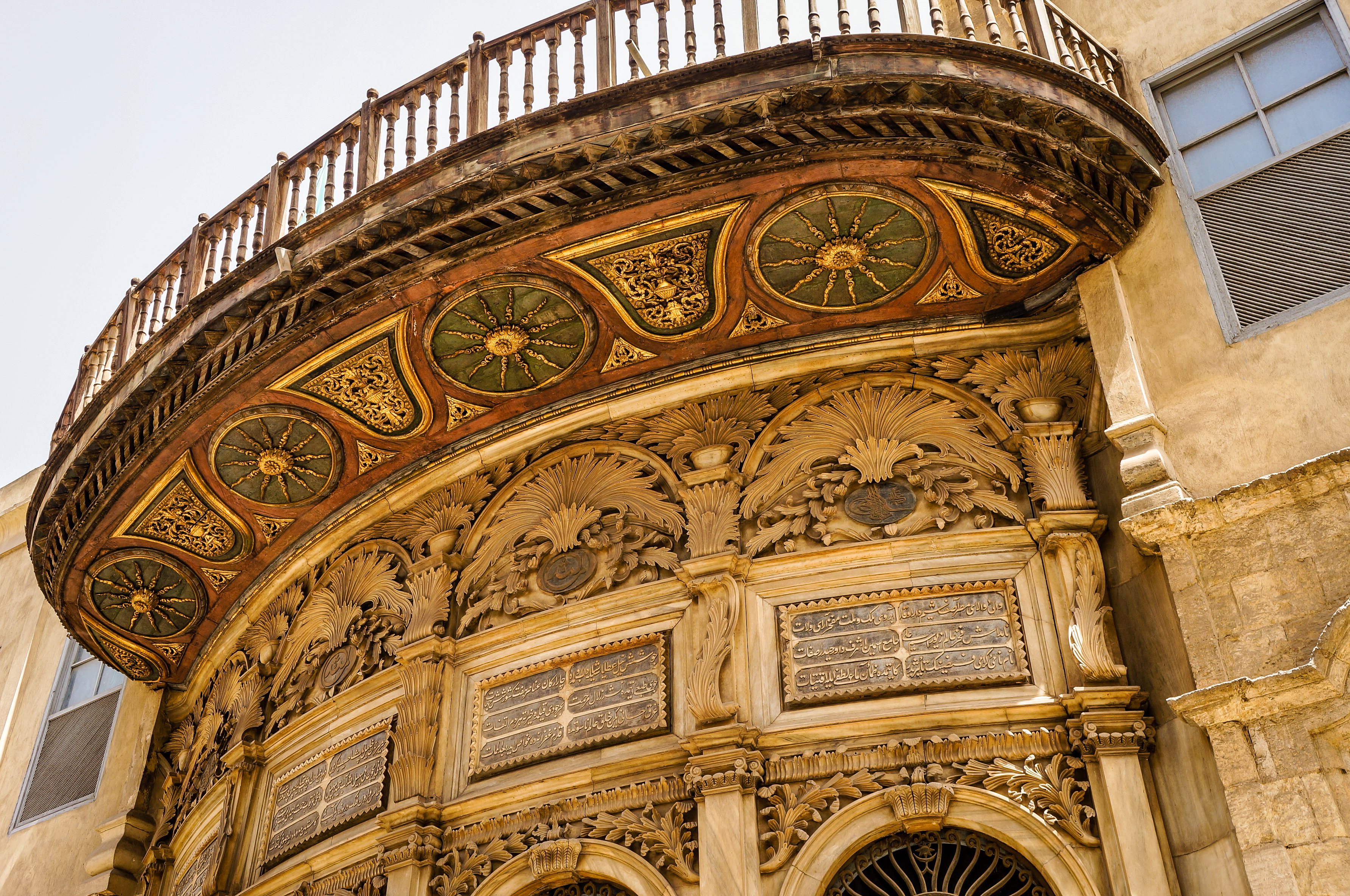
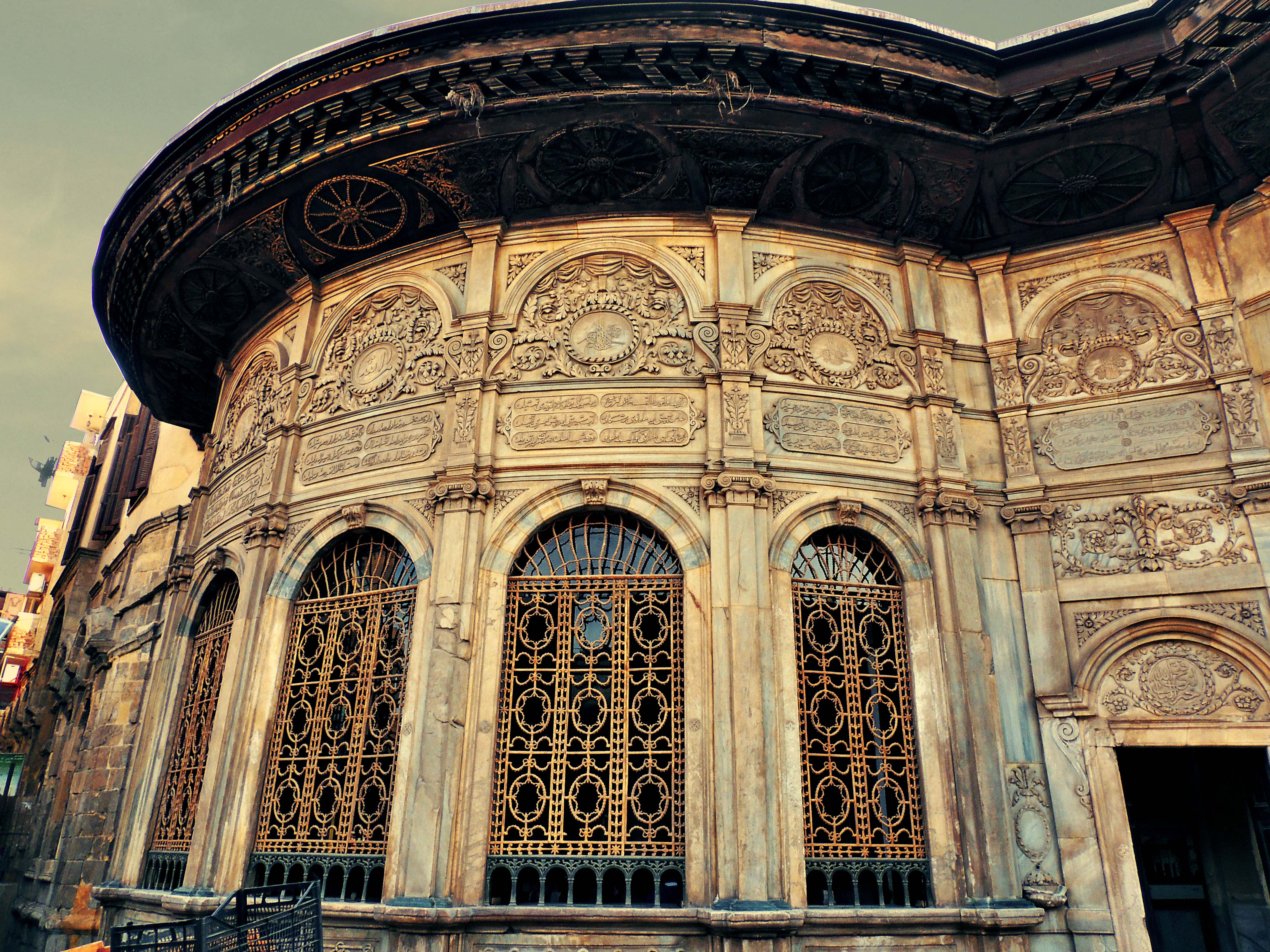
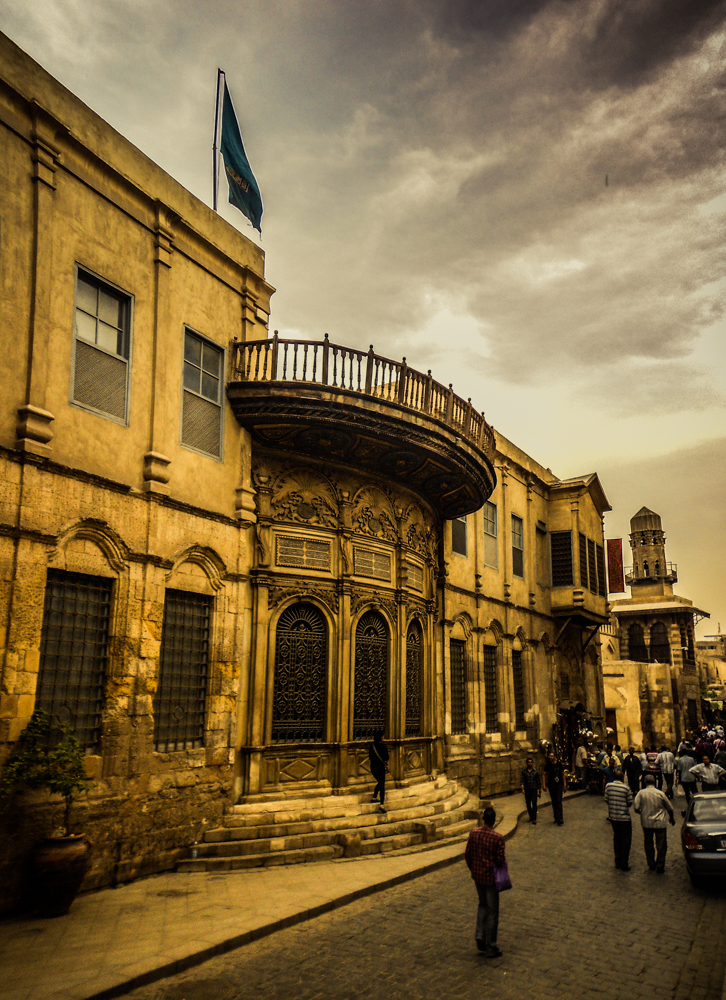
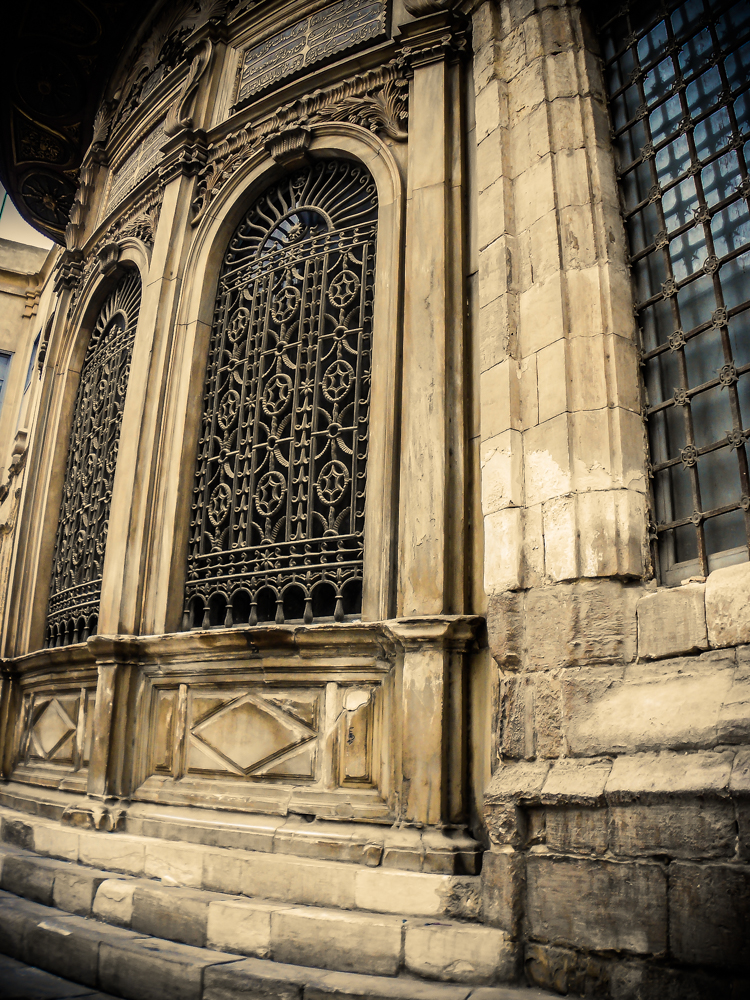
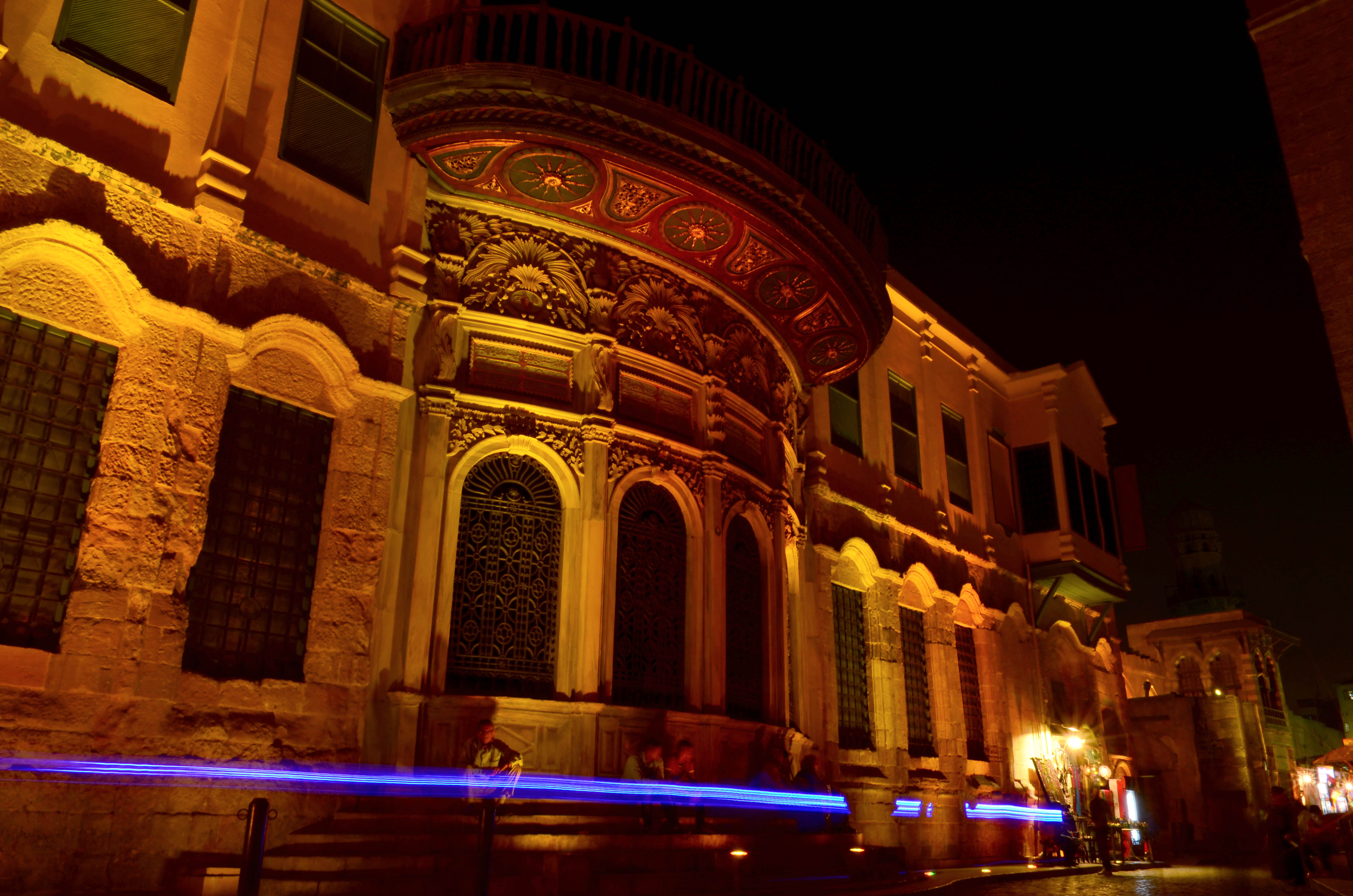
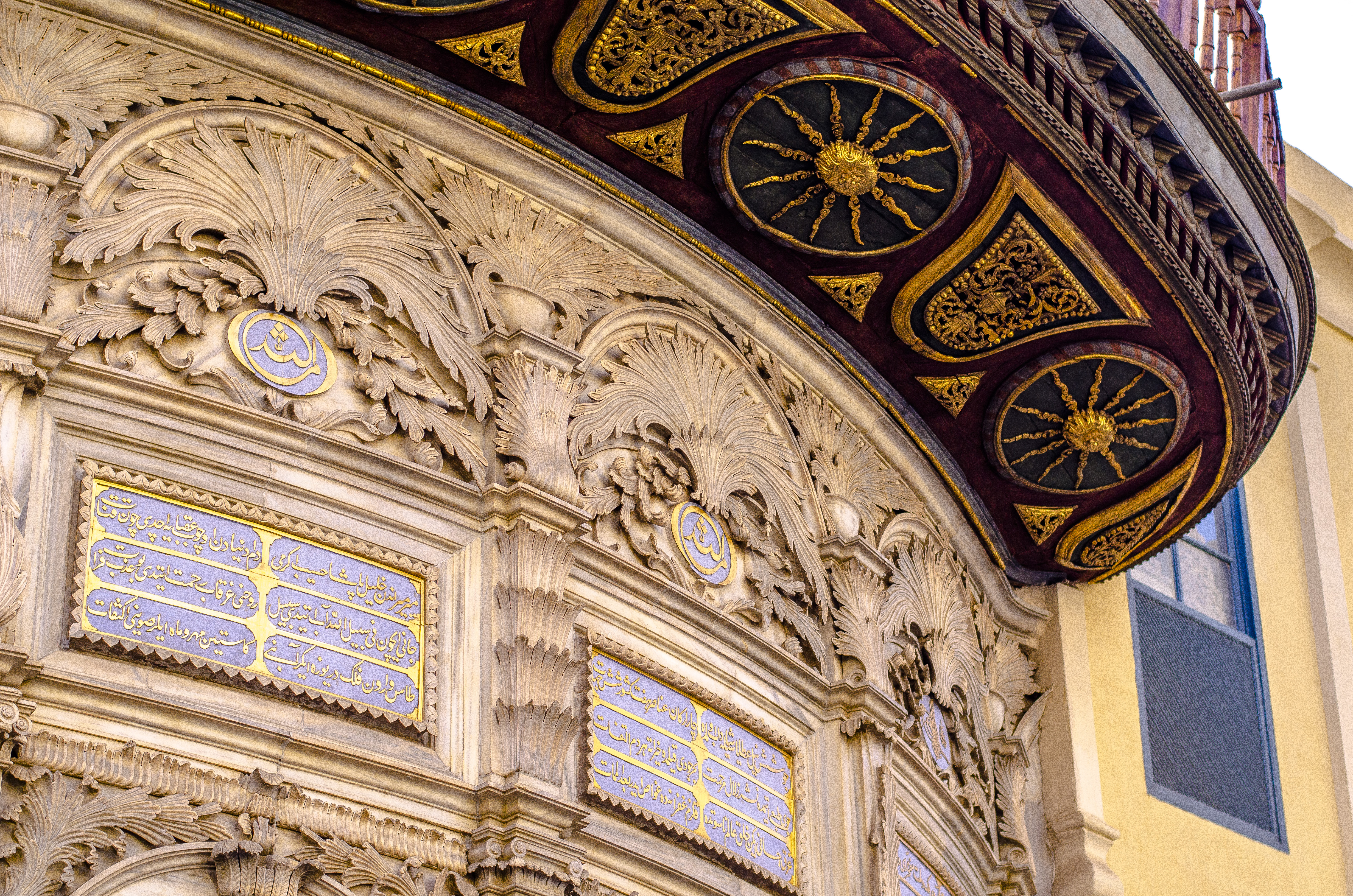
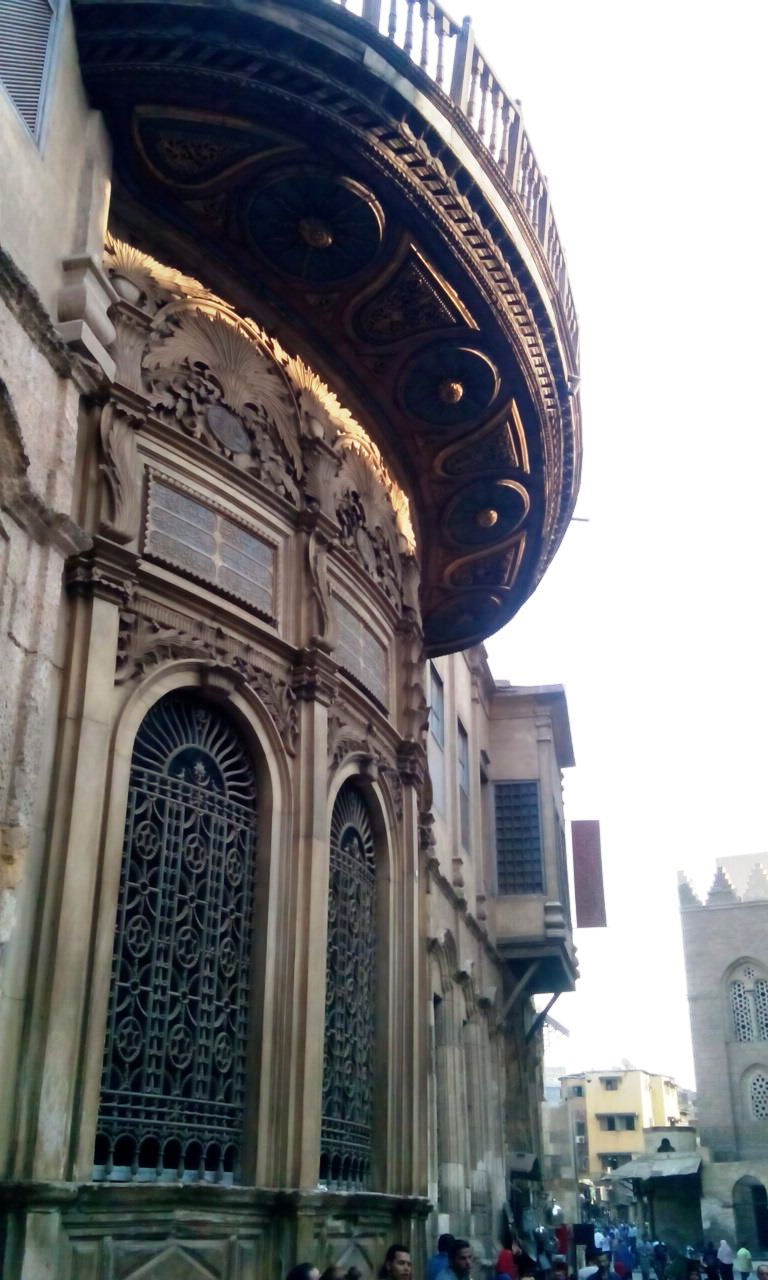
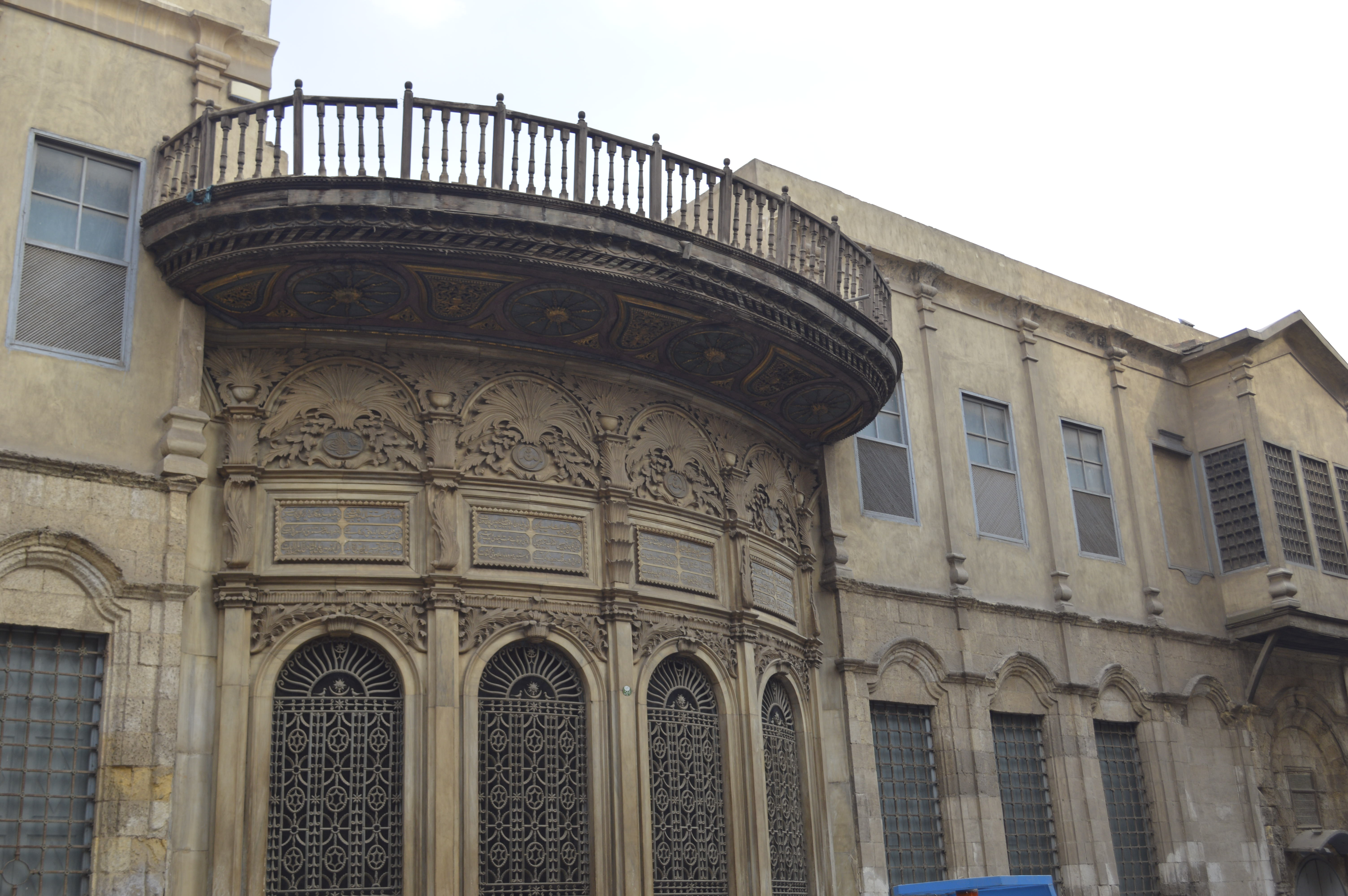
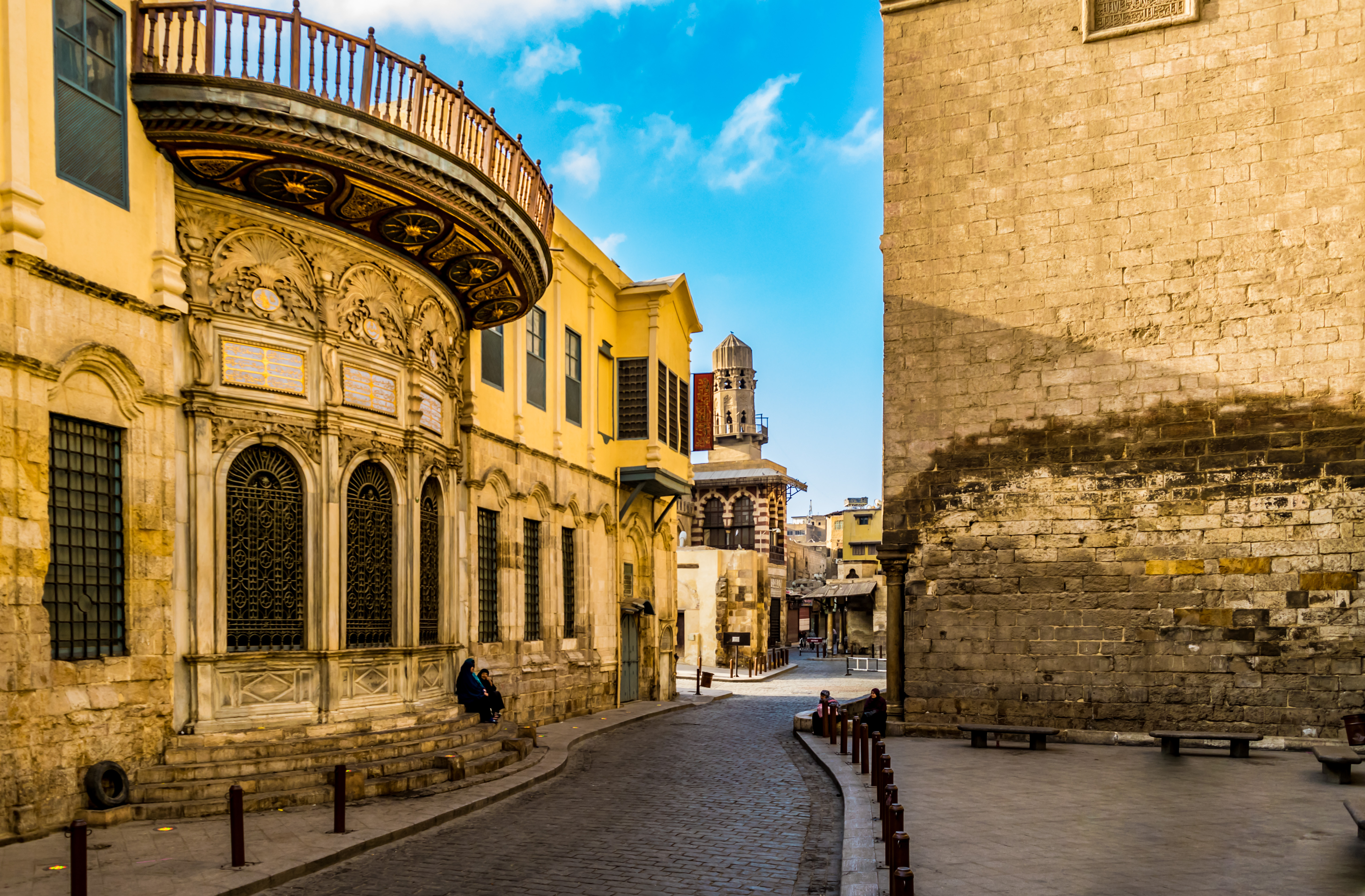
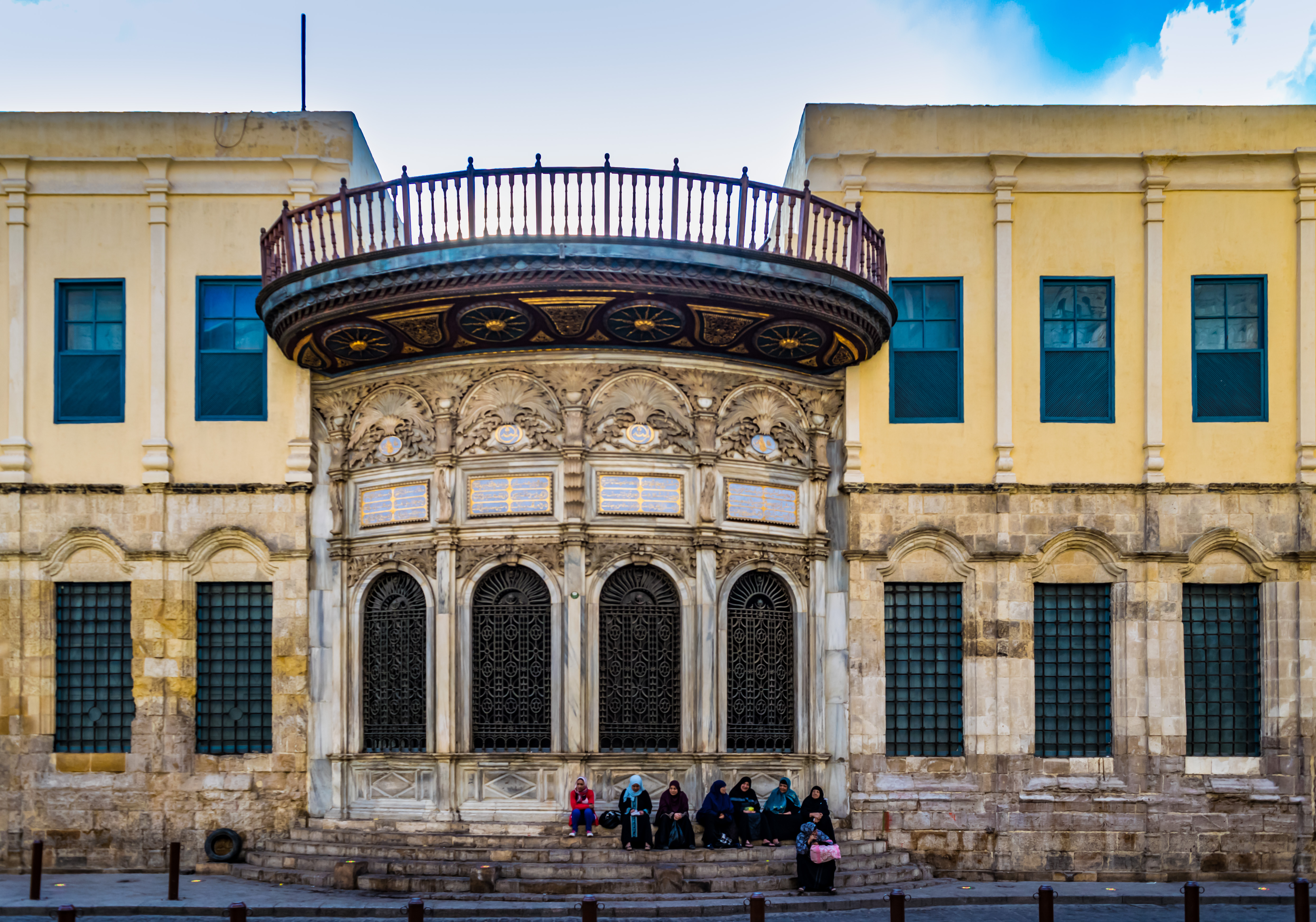
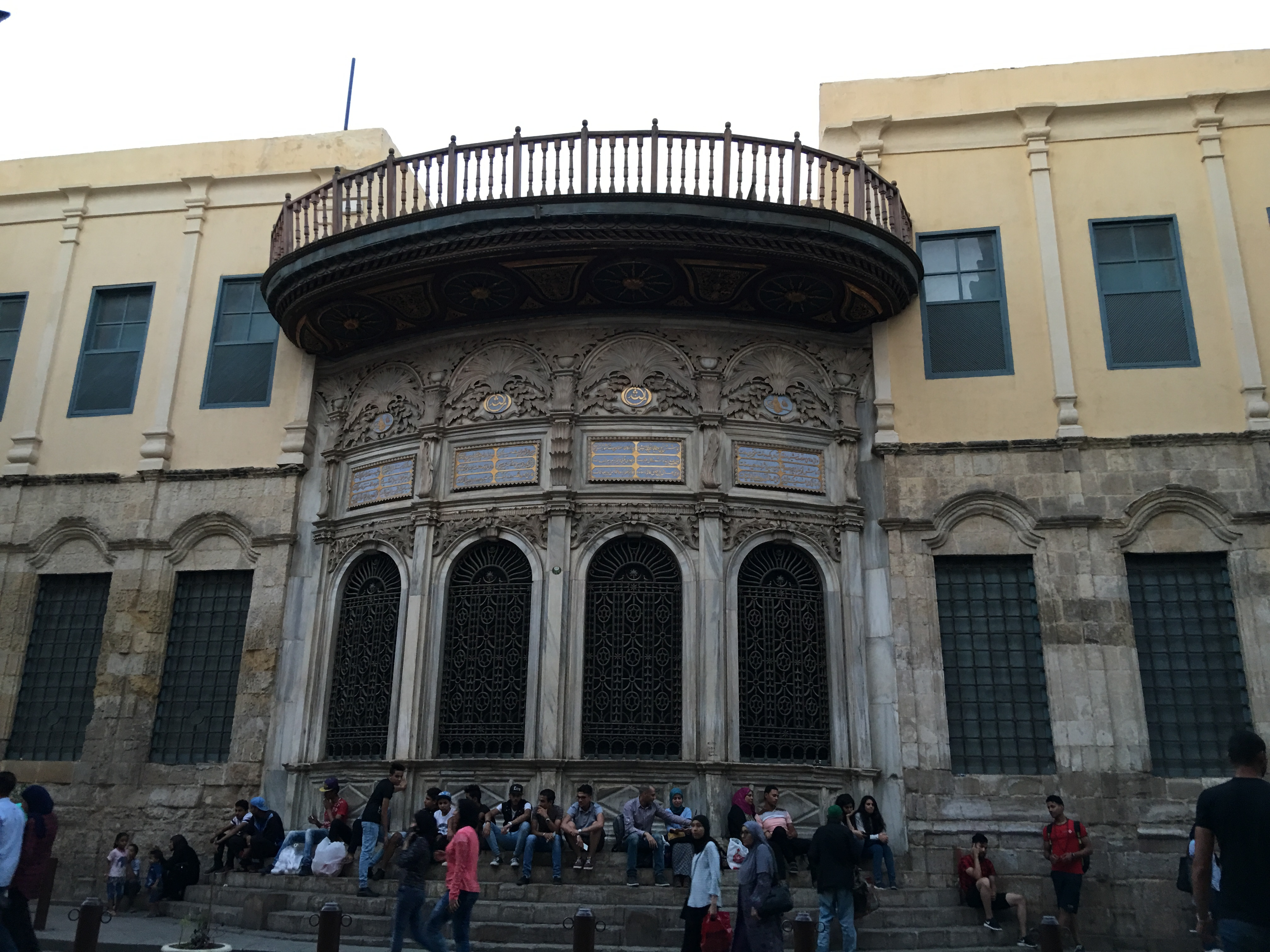
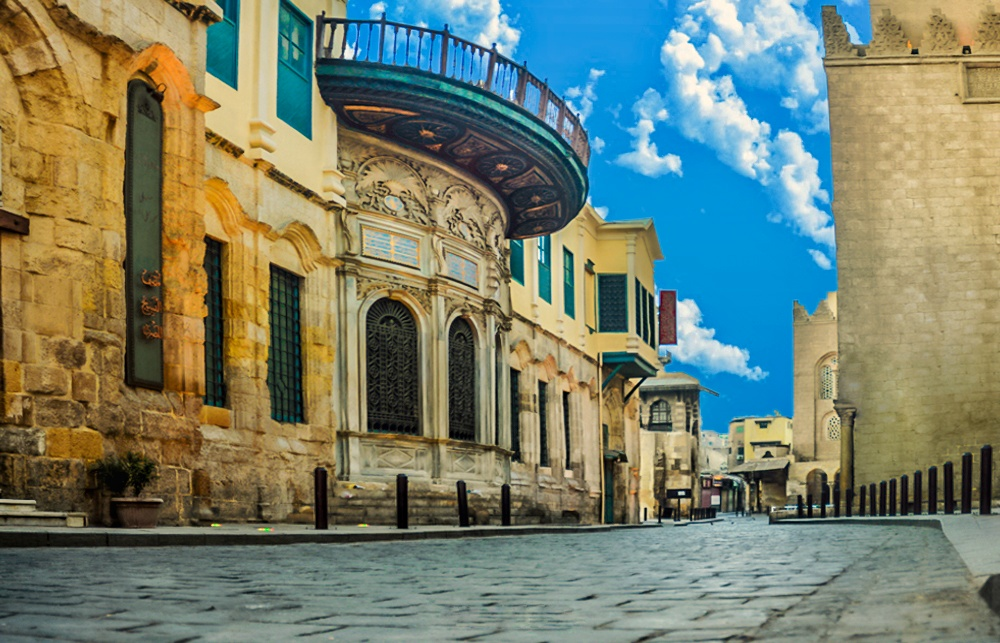
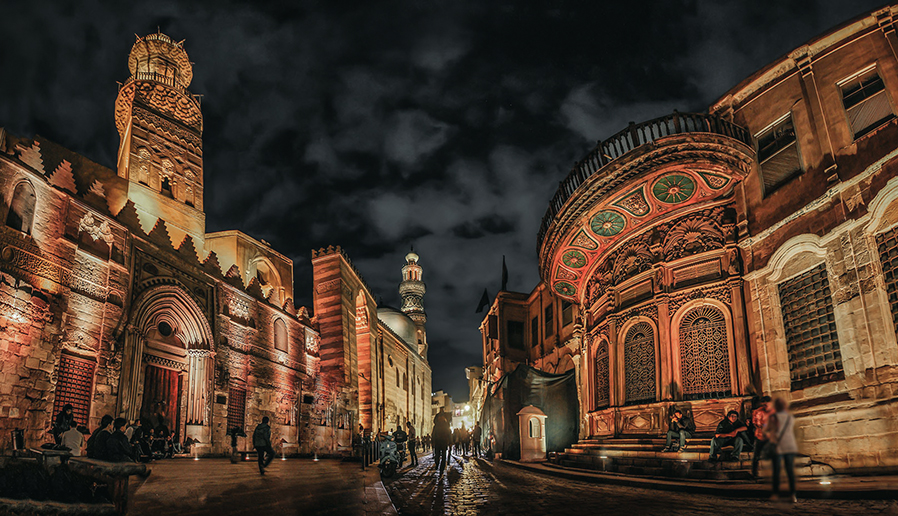